# Sebastapistes strongia
Sebastapistes strongia és una espècie de peix marí i nocturn pertanyent a la família dels escorpènids. L'epitet strongia prové d'Illa de Strong, un antic nom de l'illa de Kosrae.
Fa 6 cm de llargària màxima. És un peix marí tropical, que viu fins a 18 m de fondària, en zones amb sorra mixta i runes en zones planes d'esculls de corall. S'alimenta de petits peixos i crustacis. Es troba des del mar Roig i l'Àfrica oriental fins a les illes de la Societat, Taiwan i Queensland (Austràlia).
És verinós per als humans.